# Hans Kummer
Hans Kummer (* 4. November 1930 in Zürich; † 9. März 2013 in Mettmenstetten) war ein Schweizer Primatologe und Verhaltensforscher. Er wurde mit seinen Freilandbeobachtungen sowie seinen Feld- und Gehegeexperimenten über soziale Organisationen und die soziale Kognition von Primaten bekannt.

## Leben und Wirken
Hans Kummer erwarb 1951 nach seiner Matura 1949 in Zürich ein Primarlehrerdiplom. Er studierte anschliessend an der Universität Zürich Zoologie und erwarb 1958 ein Gymnasiallehrerdiplom. 1960 promovierte er bei Ernst Hadorn mit einem entwicklungsbiologischen Thema.
Von 1961 bis 1964 wirkte er als Assistent im Bereich der Hirnforschung und unterrichtete gleichzeitig am Literargymnasium Zürich. Von 1964 bis 1969 arbeitete er als Forscher am Delta Primate Research Center in Covington (Louisiana, USA). 1969 habilitierte Kummer und wurde Assistenzprofessor für Ethologie an der Universität Zürich. 1972 wurde er dort zum ausserordentlichen Professor ernannt. Von 1978 bis 1995 wirkte er als ordentlicher Professor in Zürich. Er leitete in dieser Zeit die ethologische Abteilung des Zoologischen Institutes. Von 1992 bis 1994 war er Kodekan der biologischen Fakultät.
Von 1972 bis 1976 war Kummer Präsident der International Primatological Society. 1980 erhielt Kummer den Schweizer Marcel-Benoist-Wissenschaftspreis. Kummer war seit 1982 Mitglied der Deutschen Akademie der Naturforscher Leopoldina.

## Werke (Auswahl)
- Soziales Verhalten einer Mantelpavian-Gruppe. Bern; Stuttgart: Huber 1957. (Beiheft zur Schweizerischen Zeitschrift für Psychologie und ihre Anwendungen; 33).
- Experimentelle Untersuchungen zur Wirkung von Fortpflanzungs-Faktoren auf die Lebensdauer von Drosophila melanogaster-Weibchen. 1960. (Zeitschrift für vergleichende Physiologie 43 (1960), H. 6, S. 642–679). (Diss. phil. II Zürich 1960).
- Social organization of hamadryas baboons. A field study. Basel; New York: Karger 1968. (Bibliotheca primatologica; 6).
- Primate societies. Group techniques of ecological adaptation. Atherton/Chicago; New York: Aldine 1971.
  - deutsche Übers. von Karin de Sousa Ferreira: Sozialverhalten der Primaten. Berlin; Heidelberg; New York: Springer 1975, ISBN 0387071261 (New York); ISBN 3540071261 (Berlin). (Heidelberger Taschenbücher; 162).
- Hans Kummer, Weiße Affen am Roten Meer, München/Zürich: Verlag Piper, 1992.